# Silvio Fauner
Silvio Fauner (* 1. listopadu 1968 San Pietro di Cadore) je bývalý italský reprezentant v běhu na lyžích. Závodil za tým Centro Sportivo Carabinieri. Jeho největším úspěchem bylo překvapivé vítězství italské štafety na Zimních olympijských hrách 1994 v Lillehammeru, kde v cílové rovince proazil o čtyři desetiny sekundy domácího finišmana Bjørna Dæhlieho. Ve štafetě získal také stříbrné olympijské medaile v letech 1992 a 1998, byl třetí ve stíhacím závodě na ZOH 1994 a třetí na 30 km klasicky v roce 1998. V roce 1995 se stal mistrem světa v závodě na 50 km volným stylem. Ve Světovém poháru vyhrál tři individuální závody a dvě štafety, nejlepším celkovým umístěním bylo třetí místo v sezóně 1994/95. Skončil také na druhém místě celkového hodnocení Světového poháru v dálkovém běhu na lyžích v sezóně 2003/04. Po ukončení závodní kariéry působil jako trenér italské běžecké reprezentace. Nesl olympijský oheň při zahajovacím ceremoniálu Zimních olympijských her 2006 v Turíně. Bylo mu uděleno vyznamenání Croce al merito dell'Esercito.